# Bahnhof Limburg Süd
Der Bahnhof Limburg Süd befindet sich im Siedlungsgebiet ICE-Stadt Limburg der Kreisstadt Limburg an der Lahn in Mittelhessen. Er liegt auf Höhe des Streckenkilometers 110,5 der Schnellfahrstrecke Köln–Rhein/Main. Bei DB InfraGO wird er betrieblich als Limburg (Lahn) Süd bezeichnet. Er ist der einzige Bahnhof in Deutschland, an dem ausschließlich ICE-Züge halten.

## Infrastruktur

### Bahnhofsgebäude

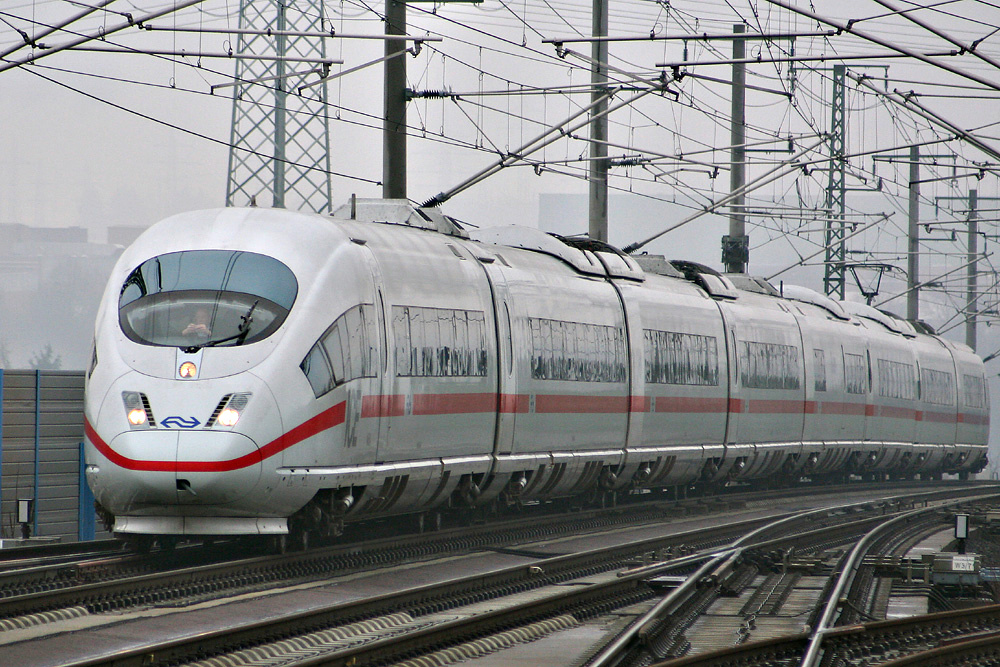
Ein ICE 3 durchfährt den Bahnhof Limburg Süd ohne Halt

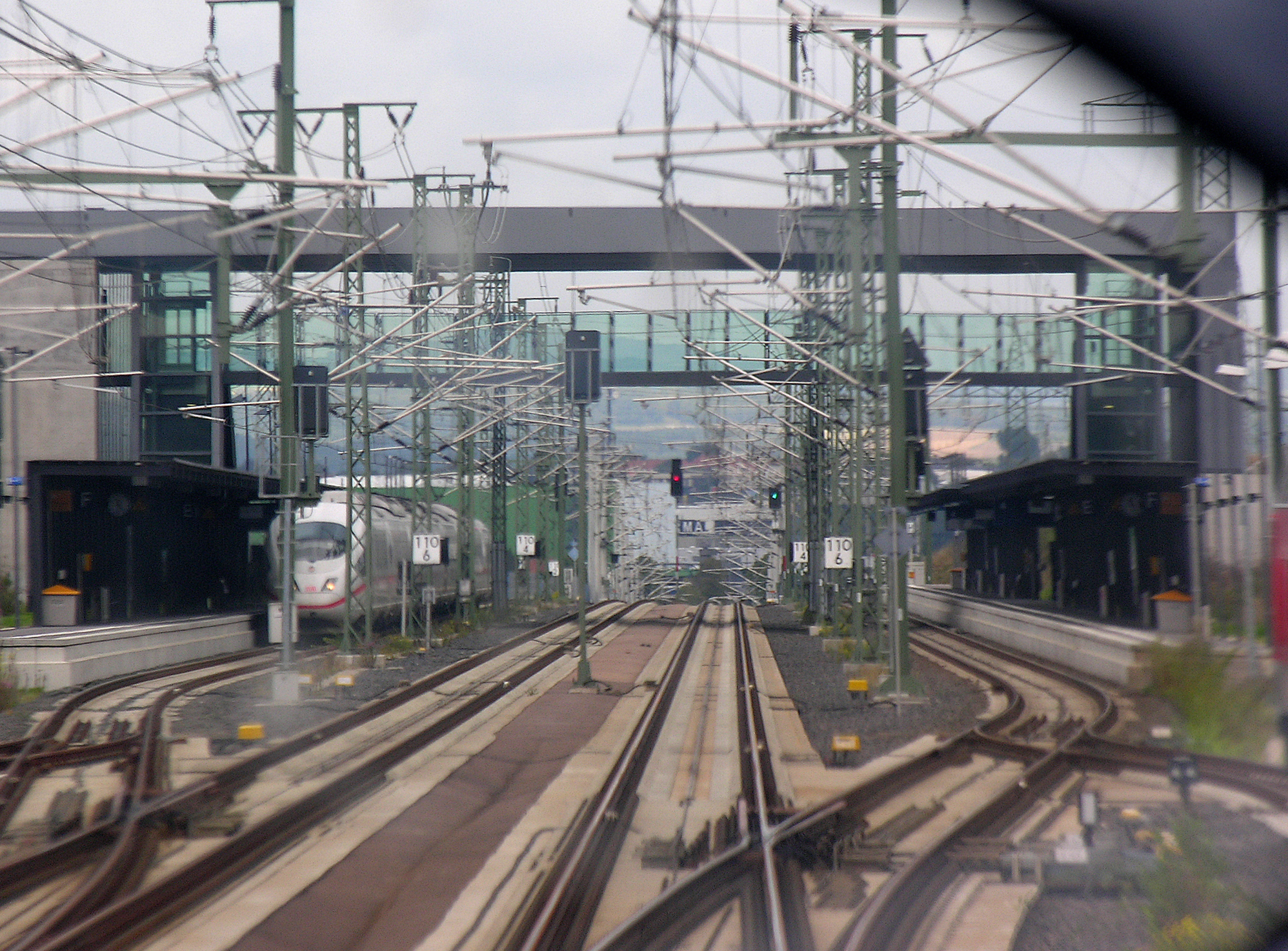
Blick aus dem Führerstand eines in Limburg Süd durchfahrenden ICEs (Fahrtrichtung Köln)

Das 300 Quadratmeter Nutzfläche umfassende Empfangsgebäude liegt direkt an Gleis 1 (Züge Richtung Frankfurt) und beherbergt Wartebänke sowie einen Getränke- und einen Süßwarenautomaten. Öffentliche Toiletten gibt es im Bahnhof selbst nicht, sondern im angrenzenden Parkhaus. Auf dem Vorplatz befindet sich alternativ eine kostenpflichtige Toilettenkabine.
Die 180 m² große Fläche im zweiten Obergeschoss stand seit Eröffnung des Bahnhofs weitgehend leer. Dort sollte eine Leitwarte von DB Energie eingerichtet werden (Stand: Januar 2013).
Das Reisezentrum im Bahnhof wurde Ende 2016 geschlossen. Fahrkarten wurden in einer Bäckerei in einem Container neben dem Empfangsgebäude verkauft, bis diese 2021 ihren Betrieb einstellte.

### Bahnanlage
Die Bahnanlage ist viergleisig ausgebaut. Die beiden mittleren Gleise dienen als Durchfahrtsgleise und sind in Fester Fahrbahn ausgeführt. Durchfahrende Intercity-Express-Züge können den Bahnhof darauf ohne Geschwindigkeitsverminderung mit bis zu 300 km/h passieren, während haltende Züge über Weichen (Bauform 60-3000/1500/oo-fb) die beiden Außenbahnsteige mit bis zu 100 km/h anfahren können. Eine Brücke, die von beiden Bahnsteigen mit je einer Treppe und einem Aufzug erreicht werden kann, überspannt die Gleisanlage und ermöglicht den Zugang zu Gleis 4 (Züge Richtung Köln).
Die 405 Meter langen und 3,4 Meter breiten Bahnsteige sind auf einer Länge von 300 Metern überdacht.
Eine elf Meter hohe und 36 Meter breite Dachkonstruktion überspannt im Bereich des Empfangsgebäudes alle vier Gleise.
Nördlich der Bahnsteiganlage ermöglicht ein Gleiswechsel (zwei Weichen der Bauform 60-2500-1:26,5-fb) den Wechsel vom westlichen in das östliche Richtungsgleis. Zwei Streckenkilometer Richtung Frankfurt (Strecken-Km 113,0), außerhalb des Bahnhofs, ermöglicht die Überleitstelle Lindenholzhausen den Gleiswechsel in nordwestlicher Richtung (50° 22′ 3″ N, 8° 7′ 12″ O). Die Überleitverbindungen (Bauform 60-2500-1:26,5-fb) sind im abzweigenden Strang mit 130 km/h befahrbar. Auch eine Unterzentrale des Elektronischen Stellwerks und ein Unterwerk, das auch mit dem öffentlichen Netz verknüpft ist, wurden im Bereich der Station eingerichtet.

## Verkehrsanbindung
Im Bahnhof Limburg Süd halten nur Züge des Schienenpersonenfernverkehrs. Er ist der einzige Personenbahnhof in Deutschland, der keinen Anschluss an den Schienenpersonennahverkehr besitzt.

### Schienenpersonenfernverkehr
Der Großteil der über Limburg Süd verkehrenden Züge passiert den Bahnhof ohne Halt. Die einzige ICE-Linie, die regelmäßig in Limburg hält, ist die Linie 49. Sie verbindet im 2-Stunden-Takt Köln mit Frankfurt und hält auf der Schnellfahrstrecke Köln-Frankfurt an allen Bahnhöfen. Zusätzlich gibt es einzelne Züge anderer ICE-Linien, die auch in Limburg halten.
Auf der Linie 49 und allen anderen ICE-Linien, die in Limburg halten, werden ausschließlich ICE-3-Triebzüge eingesetzt (auch die ICE-3-Baureihen 407 und 408 kommen in Limburg zum Einsatz). Der ICE 4, der einzige andere Zugtyp, der auf der Schnellfahrstrecke Köln–Frankfurt verkehren darf, könnte auch in Limburg halten, dies geschieht aber nicht planmäßig, also nur im Zuge von Ersatzleistungen.
| Linie                | Linienlauf | Takt           |
| -------------------- | --- | -------------- |
| ICE 41               | (Dortmund – Bochum –) Essen – Duisburg – Düsseldorf – Köln Messe/Deutz – Siegburg/Bonn – Montabaur – Limburg Süd – Frankfurt Flughafen – Frankfurt – Aschaffenburg – Würzburg – Nürnberg – München                                                         | einzelne Züge  |
| ICE 42               | (Dortmund – Bochum –) Essen – Duisburg – Düsseldorf – Köln Messe/Deutz – Siegburg/Bonn – Montabaur – Limburg Süd – Frankfurt Flughafen – Frankfurt – Mannheim – Heidelberg – Karlsruhe – Vaihingen – Stuttgart – Ulm – Augsburg – München-Pasing – München | ein Zugpaar    |
| ICE 43               | (Dortmund – Bochum –) Essen – Duisburg – Düsseldorf – Köln Messe/Deutz – Siegburg/Bonn – Montabaur – Limburg Süd – Frankfurt Flughafen – Mannheim – Karlsruhe – Offenburg – Freiburg – Basel Bad                                                           | einzelner Zug  |
| ICE 45               | Köln – Köln/Bonn Flughafen – Montabaur – Limburg Süd – Wiesbaden – Mainz (– Mannheim – Heidelberg – Vaihingen – Stuttgart) | einzelne Züge  |
| ICE 49               | Köln – Siegburg/Bonn – Montabaur – Limburg Süd – Frankfurt Flughafen – Frankfurt | 2-Stunden Takt |
| ICE International 79 | Brüssel Süd – Aachen – Köln – Siegburg/Bonn – Montabaur – Limburg Süd – Frankfurt Flughafen – Frankfurt | einzelne Züge  |

### Öffentlicher Personennahverkehr

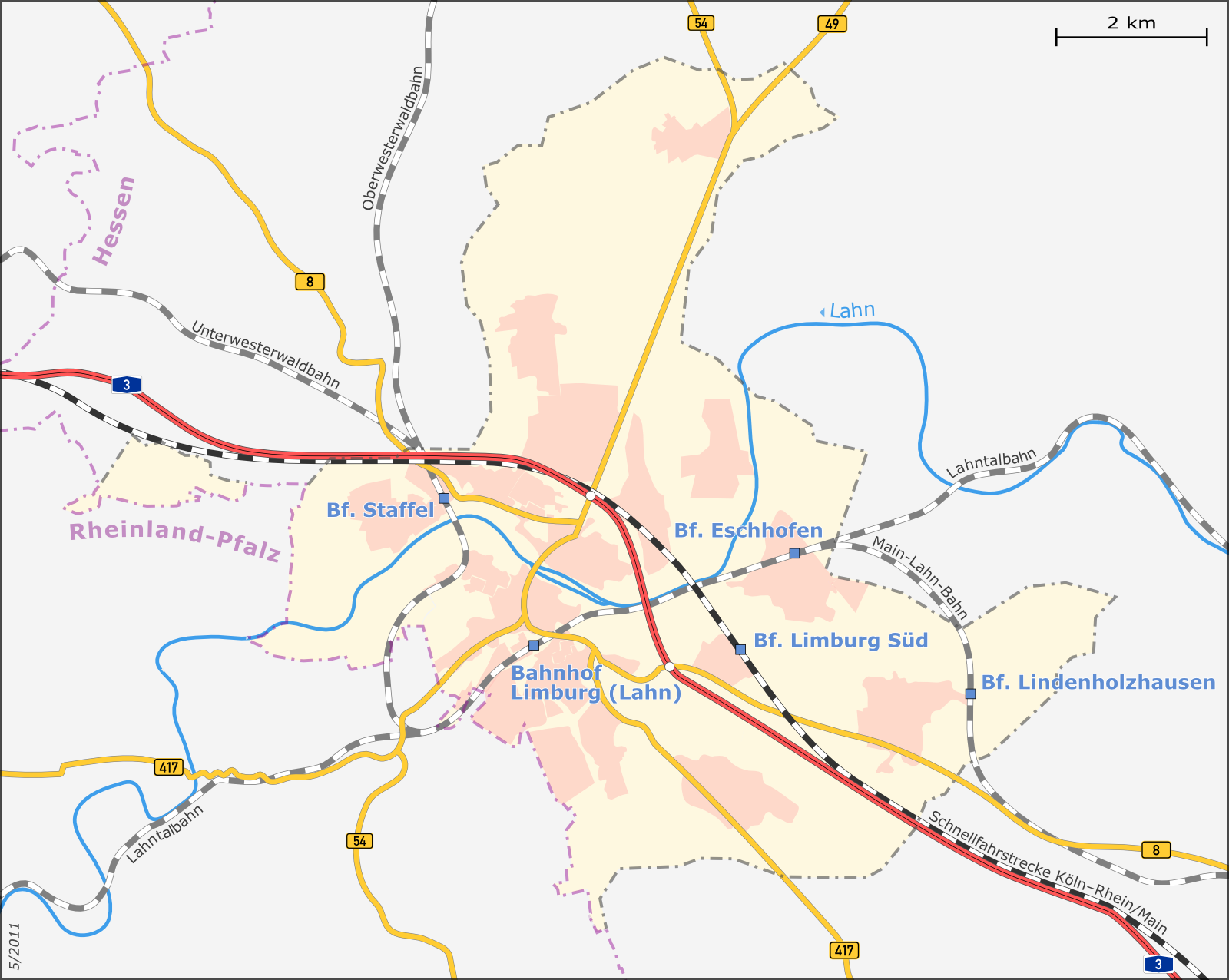
Lage des Bahnhofs Limburg Süd und Verkehrsanbindung von Limburg a. d. Lahn

Direkt am Bahnhof Limburg Süd befinden sich eine Bushaltestelle und ein Taxistand. Im Öffentlichen Personennahverkehr ist er durch Linienbusse und Anruf-Sammel-Taxen mit der Stadt Limburg verbunden, u. a. auch vom Bahnhof Limburg (Lahn) in der Innenstadt.
Nach Eröffnung des ICE-Bahnhofs bestand zwischen beiden Bahnhöfen ein auf den ICE-Fahrplan abgestimmter Pendelverkehr mit Bussen, dieser wurde später aber aus Kostengründen eingestellt. Busverbindungen zwischen dem Südbahnhof und der Innenstadt bestehen durch die Buslinien LM-5 (Bahnhof Limburg-Süd – Frankfurter Str./Pallotlinerkloster – Am Meilenstein) und LM-59 (Limburg – Bahnhof Limburg Süd – Eschhofen – Runkel – Seelbach) der Stadtlinie Limburg. Des Weiteren verkehren am Südbahnhof die Buslinien 282 (Limburg (ZOB) – Bahnhof Limburg Süd – Weilburg) sowie die Linie 283 (Limburg (ZOB) – Bahnhof Limburg Süd – Bad Camberg).
In den Abendstunden, außerhalb der Fahrzeiten der Linienbusse, verbinden die Anruf-Sammel-Taxi-Linien der Kreisstadt Limburg den Südbahnhof mit dem Zentrum.
Um das Jahr 2004 nutzten 9,1 Prozent der über den Bahnhof reisenden Berufspendler einen Shuttlebus als Zubringer.
Siehe auch:
- Nahverkehr in Limburg an der Lahn

### Straßenanbindung
Der Bahnhof liegt zwar auf dem Gebiet des Limburger Stadtteils Eschhofen, eine direkte Straßenverbindung nach Eschhofen existiert jedoch nicht.
Unweit des Bahnhofs, nur durch ein Gewerbegebiet getrennt, verläuft die Bundesstraße 8, die von der Limburger Innenstadt kommend weiter durch den Stadtteil Lindenholzhausen und anschließend durch den Taunus nach Frankfurt führt. An der B 8 befindet sich die Anschlussstelle Limburg-Süd der A 3.

### Parken
Neben dem Empfangsgebäude liegt ein Parkplatz mit 306 Stellplätzen. Für Langzeitparker hat dieser gesondert ausgewiesene Stellplätze. Ein Parkhaus mit 573 PKW- und 18 Fahrradstellplätzen für Berufspendler steht ebenfalls in unmittelbarer Nähe. Nach 19 Monaten Bauzeit wurde das Parkhaus mit sechs Ebenen, Stromtankstelle und Toilettenanlage im September 2011 eröffnet. Im Parkhaus befindet sich zudem ein Motorradparkplatz, Fahrradboxen sowie eine Fahrradabstellanlage. Das Parkhaus ist barrierefrei und verfügt auch über Aufzüge, welche zu den Parkdecks führen. Die beiden Zugänge ins Parkhaus, von der Londoner Straße sowie vom Bahnsteig 1 kommend, sind ebenerdig begehbar.
Zur Inbetriebnahme des Bahnhofs standen rund 300 Parkplätze zur Verfügung. Zwischen der Stadt Limburg und der Deutschen Bahn laufen derzeit Verhandlungen über das Einrichten weiterer Stellplätze für Fernreisende.
Auf dem Bahnhofsvorplatz befindet sich zudem eine Bike-and-Ride-Anlage.

### Fernbusverkehr
Seit dem 14. Mai 2015 bieten die Fernbusanbieter OneBus und FlixBus Verbindungen nach Aachen, Bonn, Frankfurt am Main, Heidelberg, Heilbronn, Flughafen Köln/Bonn, Stuttgart Flughafen sowie Tübingen von einer Bushaltestelle in der nahegelegenen Kopenhagener Straße an.

## Geschichte

### Hintergrund

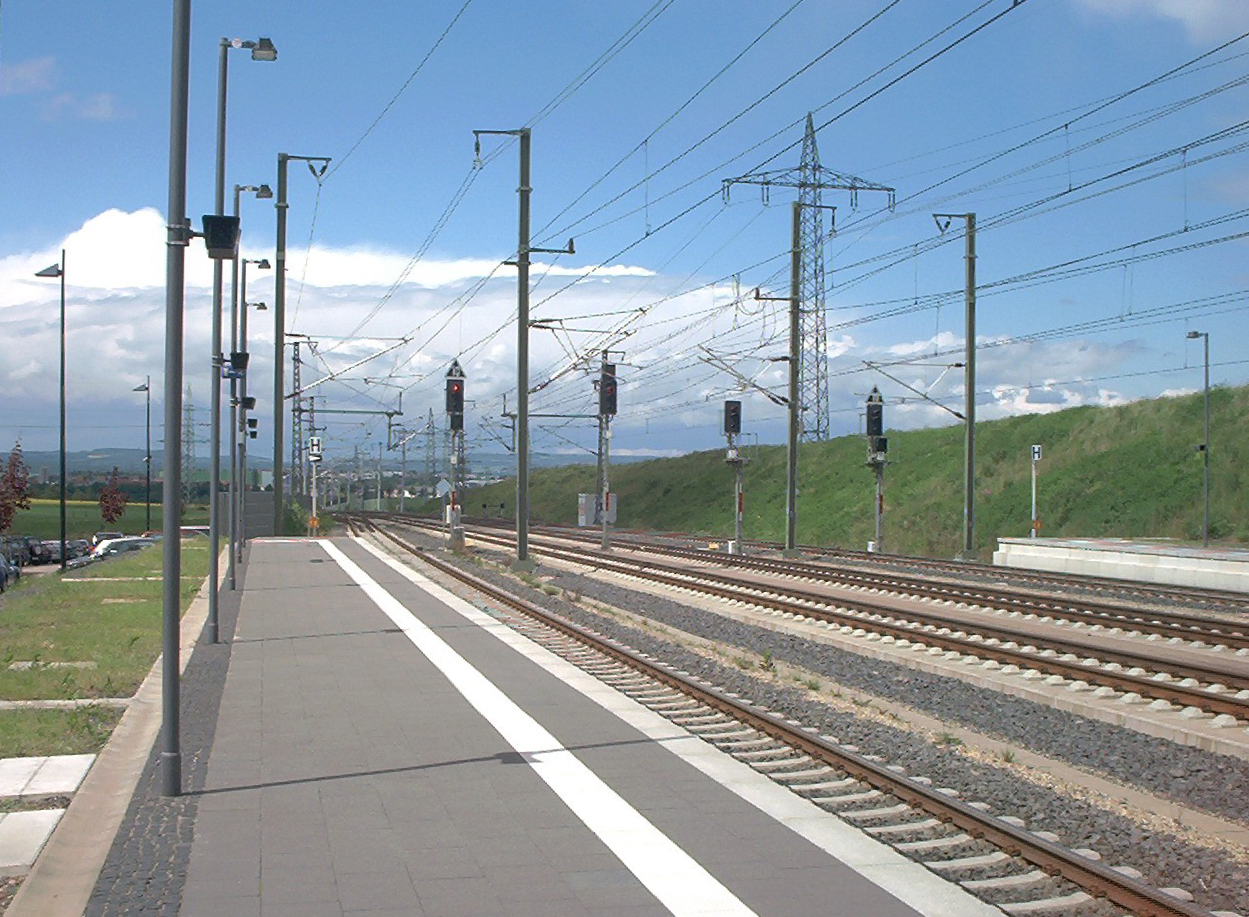
Blick auf die Schnellfahrstrecke Köln–Rhein/Main, Fahrtrichtung Köln, vom Bahnhof Limburg Süd

Bereits die in den 1970er Jahren geplante Neubaustrecke Köln–Groß-Gerau sah in ihrer rechtsrheinischen Trassenvariante einen Bahnhof zwischen Limburg und Diez vor. Südlich der Lahn, westlich des bestehenden Bahnhofs und quer zur Lahntalbahn liegend, sollte hier die Bestandsstrecke aus Richtung Wetzlar in Richtung Köln sowie aus Richtung Niederlahnstein in Richtung Rhein/Main verknüpft werden. Die viergleisige Anlage sollte, neben den beiden durchgehenden Streckengleisen, zwei Bahnsteiggleise mit Außenbahnsteigen sowie einen doppelten Gleiswechsel (je vier Weichen) in beiden Bahnhofsköpfen erhalten. Der Anlage wurde eine „überwiegend regionale Bedeutung“ zugesprochen, womit „nur eine begrenzte Zahl von Zughalten“ gerechtfertigt sei.
Nach Abschluss des Linienbestimmungsverfahrens beschloss das Bundeskabinett auf Vorschlag des Verkehrsministers am 20. Dezember 1989 die heutige Linienführung der Schnellfahrstrecke entlang der Bundesautobahn 3. Dabei wurde u. a. auch ein Halt im Raum Limburg beschlossen. Trassierungsvarianten durch das Rheintal waren damit endgültig vom Tisch. Das Land Hessen hielt, wie Rheinland-Pfalz mit Montabaur, an einem Bahnhof im Landesgebiet fest. In einer Vereinbarung von März 1990 stellten die Ministerpräsidenten der beiden Länder sowie der Bundesverkehrsminister darüber hinaus einvernehmlich fest, „dass ein Halt im Raum Limburg unverzichtbar“ sei.

### Variantendiskussion
Eine Vereinbarung zwischen dem Bund, den Ländern Hessen und Rheinland-Pfalz und der Deutschen Bundesbahn geschlossenen Vereinbarung wurden insgesamt vier mögliche Standorte für Bahnhöfe im Raum Montabaur/Diez/Limburg untersucht. Davon lagen drei Varianten im Raum Limburg:
- Errichtung eines Bahnhofs Limburg-Staffel, in Verbindung mit einem Bahnhof in Montabaur, beide Bahnhöfe lagen an der Bahnstrecke Limburg-Staffel–Siershahn (heute auch „Unterwesterwaldbahn“ genannt). Der zusätzliche Halt in Montabaur sollte eine nur bei dieser Variante nicht mögliche Verknüpfung zur Lahntalbahn kompensieren, die vor allem vom Land Hessen und den Körperschaften im Raum Limburg/Gießen gefordert wurde. Stattdessen sollte der Raum Koblenz über den Bahnhof Montabaur per Pkw angebunden werden (Autobahndreieck Dernbach, Anschlussstelle Montabaur). Der alte Bahnhof Montabaur bot ferner über die Unterwesterwaldbahn die Möglichkeit eines Anschlusses nach Siershahn. Die Kosten für diese Variante wurden 1991 auf 30 Millionen D-Mark geschätzt.[15]
- Diskutiert wurde auch die Errichtung eines Bahnhofs in Limburg-Eschhofen. Zwischen Lahntalbahn und Neubaustrecke wäre dabei von umsteigenden Fahrgästen eine Höhendifferenz von etwa 40 Metern zu überwinden gewesen. Die Stadt Limburg sah in dieser Variante die besten Möglichkeiten zur Verknüpfung mit dem Straßennetz der Gemeinde sowie für die Stadtentwicklung. Die geschätzten Kosten lagen bei 90 Millionen D-Mark (Preisstand 1991).[15]
- Geprüft wurde ebenfalls die Einrichtung eines Bahnhofs zwischen Diez und Limburg (bei Freiendiez[17]), westlich der beiden obigen Varianten, die am Stadtgebiet von Limburg östlich vorbeiführen. Eine Verknüpfung von Lahntalbahn und Neubaustrecke wäre hier mit kurzen Wegen möglich gewesen. Als nachteilig sah die damalige Deutsche Bundesbahn die notwendige Errichtung einer 1,5 Kilometer langen Talbrücke über die Lahnauen sowie eine stärkere Landschaftszerschneidung durch die von der Autobahn abrückende Strecke. Die Kosten dieser Variante wurden auf etwa 65 Millionen D-Mark geschätzt.[15] Diese Variante wurde nicht zuletzt aufgrund der Zerschneidung der Diersteiner Aue sowie einer notwendigen möglichst hohen Überfahrung von Massenkalkablagerungen, um Verunreinigungen des Trinkwassers auszuschließen, verworfen.[18]

Mit der Vorstellung der Neubaustrecken-Trassierung sprach sich der Vorstand der Bundesbahn am 8. März 1991 für die erste Variante aus. Die Entscheidung für den heutigen Standort bedeutete einen vergleichsweise geringen Aufwand auf Kosten einer fehlenden Verknüpfung mit dem Nahverkehr und einer abseits gelegenen Position; ferner erforderte sie den Bau des 2,4 Kilometer langen Limburger Tunnels durch eine Wasserschutzzone. Die Station wurde so „auf der grünen Wiese“ etwa 2,5 Kilometer südöstlich des Stadtzentrums, nahe der A 3 und Bundesstraße 8, neu errichtet. Die Verkehrsprognose ging davon aus, dass 90 Prozent der Bahnreisenden im Vor- und Nachlauf Pkw benutzen würden.
Vor dem Beschluss der rechtsrheinischen Streckenführung durch das Bundeskabinett hatte der damalige rheinland-pfälzische Ministerpräsident Wagner im Juli 1989 kurzzeitig eine so genannte Variante S für die Trassierung der Schnellfahrstrecke ins Gespräch gebracht. Diese sah eine rechtsrheinische Führung mit einem Schwenk ab Dernbach mit Tunnel und einer Brücke über den Rhein nach Koblenz vor, die nach einer weiteren Rheinquerung wieder auf die angestrebte, rein rechtsrheinische Trasse gen Frankfurt einschwenken sollte. Die geschätzten Mehrkosten dieser Umweg-Variante lagen zwischen 1,3 und 2,8 Milliarden D-Mark (etwa 0,7 bis 1,4 Milliarden Euro). Bundesverkehrsminister Zimmermann sprach von einer „Provinzposse“ und schlug, als Kompromisslösung, die Errichtung eines Schnellfahrstreckenbahnhofs in Limburg vor, um Koblenz anzubinden. Neben der Errichtung des Bahnhofs sah der Kompromissvorschlag ein Paket weiterer Eisenbahninfrastrukturmaßnahmen in Rheinland-Pfalz vor. Die damalige Bundesbahn akzeptierte zunächst die Streckenführung über Vilich und Limburg-Staffel, um weitere Verzögerungen des Projekts zu verhindern.

### Planung

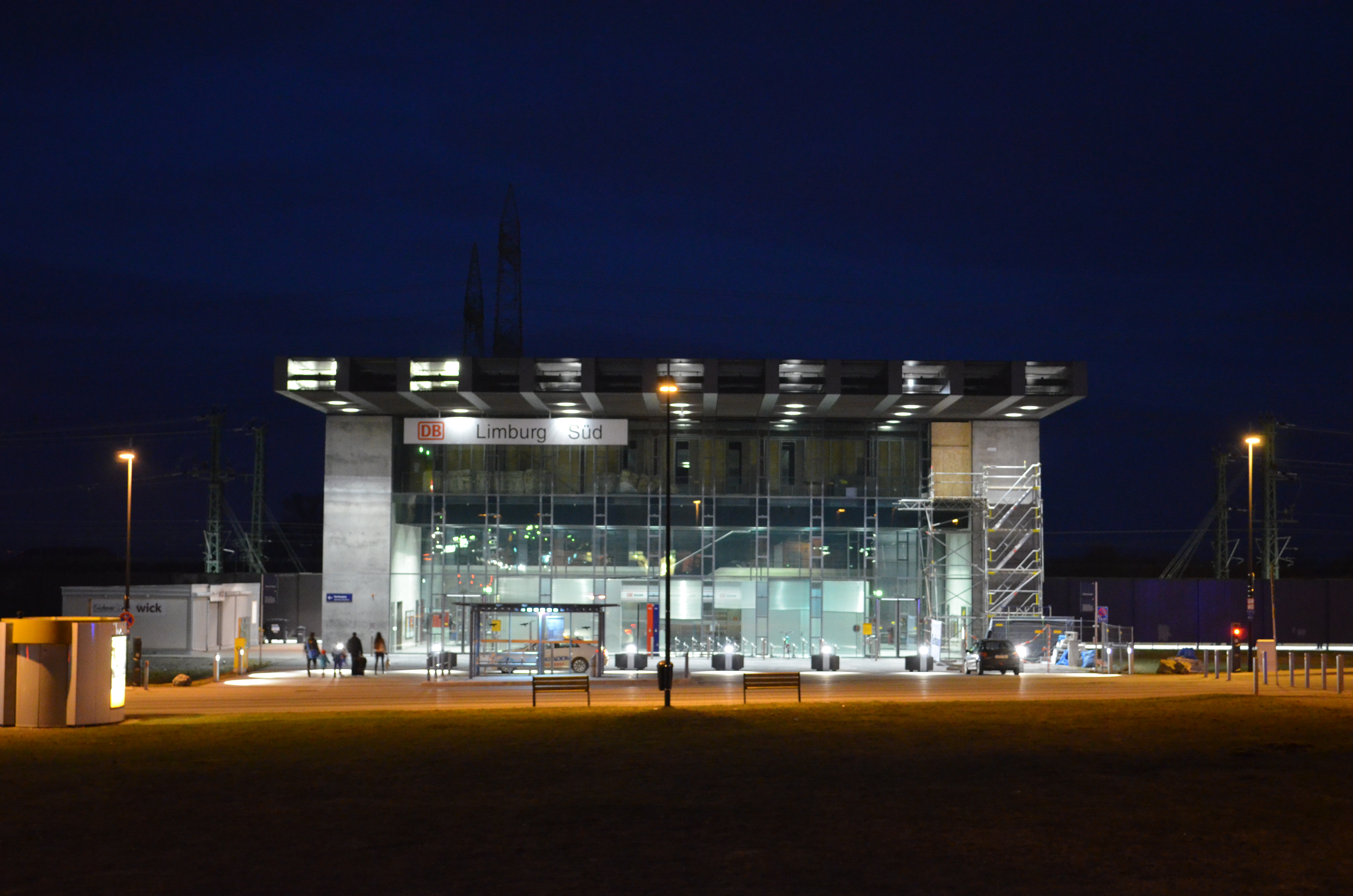
Bahnhof Limburg Süd und Bahnhofsvorplatz

Das für den Bereich vom Regierungspräsidium Gießen geführte Raumordnungsverfahren für den Abschnitt wurde im Januar 1991 eingeleitet und im Juli 1994 abgeschlossen. Damit war auch der Bahnhofsstand in Limburg festgelegt. Die Variante Eschhofen, die eine Ostkurve um die Stadt vorsah, wurde in das Planfeststellungsverfahren eingebracht. Der Bahnhof gehörte dabei zum Planfeststellungsabschnitt 31.3, der vom Limburger Tunnel bis zur Stadtgrenze reichte. Ende 1994 wurde die Anlage mit fünf Gleisen geplant. Der Planfeststellungsbeschluss erging am 25. Juni 1997. Dabei wurde ein Entwurf der Berliner Architekten Weinkamm festgestellt.
Nach dem Planungsstand von 1995 war für eine der fünf über die Neubaustrecke Köln–Rhein/Main führenden ICE-Linien ein Halt in Limburg Süd und Montabaur vorgesehen.
Im September 1994 fasste die Stadtverordnetenversammlung einen Beschluss über die Einleitung einer beabsichtigten „städtebaulichen Entwicklungsmaßnahme“ zwischen Neubaustrecke, Autobahn und dem Lahnhang. 1995 wurde ein städtebauliches Entwicklungskonzept erarbeitet, das als Grundlage für Voruntersuchungen und zur Abstimmung mit den Trägern öffentlicher Belange diente. Für die Gestaltung des Bahnhofs und dessen Umfeld lobten die Deutsche Bahn, die Stadt Limburg und das Land Hessen 1997 einen Wettbewerb aus. Anfang 1997 wählte die Jury den Entwurf aus 35 eingegangenen Vorschlägen den Entwurf „Fliegender Teppich“ des Düsseldorfer Architekturbüros Schuster aus. Als „Fliegender Teppich“ wurde dabei eine 16 Meter breite Brücke über die Gleise bezeichnet, auf dem Reisende verweilen und in die Ferne blicken sollten. Das Preisgericht lobte den Entwurf als gestalterisch und wirtschaftlich überzeugend. Der Entwurf wurde bis zum Baubeginn in einigen Punkten modifiziert.
Am 13. Juli 1998 beschloss die Limburger Stadtverordnetenversammlung, von den damals geplanten 36 Millionen DM (rund 18 Millionen Euro) Baukosten 1,5 Millionen DM zu übernehmen. Dies war an die zwei Bedingungen geknüpft: Der Bahnhof müsse langfristig gesichert sein und Limburg in den Rhein-Main-Verkehrsverbund aufgenommen werden. Die Entscheidung über die konkrete Ausführung des Bahnhofs und die damit verbundenen Kosten stand dabei noch aus. Gerechnet wurde mit bis zu 36 Millionen DM.
Nach zehnjährigen Verhandlungen wurde der „Bau- und Finanzierungsvertrag Bahnhof Limburg Süd“ am 29. Mai 2000 im Rathaus Limburg unterzeichnet. Im Vertrag enthalten war eine Zusage der Deutschen Bahn für einen stündlichen ICE-Halt in beiden Richtungen über einen Zeitraum von fünf Jahren. In südlicher Richtung sollten die Züge im Wechsel Richtung Frankfurt und Wiesbaden fahren, zu Hauptverkehrszeiten war für zwei Jahre eine stündliche Verbindung nach Frankfurt vorgesehen. Vereinbart wurde ebenfalls, dass die RMV-Zeitkarten auch in den in Limburg haltenden ICE-Zügen gelten sollten. Die DB sollte für zwei Jahre einen kostenlosen Busshuttle zum Bahnhof einrichten. Nach Bahnangaben war dagegen nur zur Hauptverkehrszeit vorgesehen, einen Zug pro Stunde und Richtung an dem Bahnhof halten zu lassen, ansonsten war eine zweistündige Anbindung vorgesehen.
Die Deutsche Bahn rechnete täglich mit 3200 Fahrgästen, darunter 700 Berufspendler mit RMV-Fahrkarte. Der Bahnhof sollte im Mai 2002, zusammen mit der Neubaustrecke, eröffnet werden. Die Gesamtbaukosten von 21,1 Millionen DM sollten unter anderem durch das Land (8,5 Millionen) und die Stadt (1,5 Millionen) finanziert werden. Eine zunächst geplante aufwendigere Variante für 42 Millionen DM war reduziert und die Kosten halbiert worden. Nach dem Stand von 2000 und 2001 sollten von 28,5 Millionen DM (14,6 Millionen Euro) Kosten 12,5 Millionen DM durch den Bund aufgebracht werden, 8,5 Millionen DM durch das Land, 6,0 Millionen DM durch die Deutsche Bahn und 1,5 Millionen DM durch die Stadt Limburg. Auch 2002 wurden die Baukosten mit 14,6 Millionen Euro angegeben.
Am 31. Januar 2001 unterzeichneten Vertreter der Deutschen Bahn und der Bürgermeister der Stadt Limburg, Martin Richard, einen Vertrag über die Entwicklung des Bahnhofsumfeldes. Darin wurde unter anderem der Tausch von Grundstücken, Landumlegungen und die Bauleitplanung in diesem Bereich geregelt.

### Bau und Inbetriebnahme
Mitte 1999 liefen erste bauvorbereitende Maßnahmen auf dem heutigen Bahnhofsgelände an. Mit dem Baubeginn wurde noch im selben Jahr gerechnet.
Im Zuge archäologischer Vorerkundung wurden mehr als fünfzig archäologische Denkmäler im Bereich des zukünftigen Bahnhofs entdeckt. Die bis zu 7000 Jahre alten Funde hätten gezeigt, dass über Jahrhunderte lebhafter Handel im Bereich des heutigen Bahnhofs betrieben worden sei.
Die Bauarbeiten für die Station begannen mit einem symbolischen ersten Spatenstich am 24. September 2001. Zur Schaufel griffen Neubaustrecken-Projektleiter Bringfried Belter, der hessische Wirtschafts- und Verkehrsminister Dieter Posch, der Limburger Bürgermeister Martin Richard sowie der DB-Mitarbeiter Rudolf Göbershahn. Das Bahnhofsgebäude sollte bis 12. Juli 2002 fertiggestellt werden. Für das Bahnhofsgebäude wurden 9000 Kubikmeter Erde ausgehoben und 2000 Kubikmeter Beton bzw. Stahlbeton gegossen.
Am 1. August 2002 wurde der Verkehrshalt zusammen mit der Neubaustrecke in Betrieb genommen. Mehr als 2000 Menschen, darunter auch der hessische Ministerpräsident Koch, verfolgten die Ankunft des ersten ICE 3 am frühen Morgen des 1. August 2002, der sechs Minuten vor der fahrplanmäßigen Ankunft in Limburg eintraf.
Ab Inbetriebnahme der Neubaustrecke standen zwei Lokomotiven der Baureihe 218 an der Station in Bereitschaft, um gegebenenfalls liegengebliebene Züge von der Neubaustrecke ziehen zu können. Diese wurden zum Jahreswechsel 2010/2011 abgezogen.
Im Rahmen des Vorlaufbetriebes auf der Neubaustrecke Köln–Rhein/Main wurde Limburg Süd zunächst als einer der drei Unterwegsbahnhöfe zwischen Köln und Frankfurt Flughafen von jedem dritten Zug bedient, die anderen beiden fuhren jeweils durch.
Das Bahnhofsgebäude wurde im November 2003 fertiggestellt.

### Betrieb
Neben Montabaur war auch der Bahnhof Limburg Süd von Beginn an aufgrund hoher Baukosten und anfangs fehlender Gewerbeansiedlungen im Bahnhofsgebiet in der Kritik.
Mitte 2004 gab die Deutsche Bahn die Zahl der ein- und aussteigenden Fahrgäste mit 1300 pro Tag an. Die Stadt zählte zu dieser Zeit 1800 bis 2000 Fahrgäste.
2005 nutzen etwa 2500 Menschen täglich die Station. Zwischen 2003 und 2005 nahm die Zahl der Reisenden nach Bahnangaben um 32 Prozent zu. Der Fortbestand der Station als ICE-Halt galt 2007 als gesichert. Eine Befragung von 2004 ergab, dass 96 Prozent der Fahrgäste am Bahnsteig zwischen 5 und 9 Uhr Pendler auf dem Weg zur Arbeit waren.
Der bisherige Spitzenwert (Stand: 2019) wurde bei Zählungen im Jahr 2008 mit 2758 Reisenden ermittelt. 2009 wurden bei Zählungen 2694 Fahrgäste gezählt. Zählungen an Arbeitstagen im April 2012 ergaben durchschnittlich 2625 Ein- und Aussteiger. Der Großteil der Fahrgäste ist Richtung Frankfurt am Main unterwegs (in beiden Richtungen je etwa 1000 pro Tag). Bei einer viertägigen Verkehrszählung Mitte April 2013 wurden im Mittel 2737 Ein- und Aussteiger pro Tag gezählt. Davon seien rund 1000 Pendler Richtung Frankfurt sowie rund 300 Pendler Richtung Köln gewesen. Eine in einer Arbeitswoche im Februar 2014 durchgeführte Fahrgastzählung ergab durchschnittlich 2343 Ein- und Aussteiger je Werktag. Dies sei gegenüber dem Vorjahr ein Rückgang von 14 Prozent. Richtung Frankfurt wurden durchschnittlich rund 1000 Zusteiger gezählt, Richtung Köln rund 300. Bei einer Zählung im April 2017 wurden im Tagesdurchschnitt 2550 Ein- und Aussteiger gezählt, 93 mehr als im Vorjahresmonat. In den zwei darauffolgenden Jahren sank die Zahl der gezählten Fahrgäste, eine Zählung im Mai 2019 ergab 2421 Ein- und Aussteiger im Tagesdurchschnitt.
Eine Studie der Universität Hamburg und der London School of Economics and Political Science von 2010 ermittelte für den Zeitraum von 2002 bis 2006 ein zusätzliches Wirtschaftswachstum von 2,7 Prozent im Einzugsbereich der neuen Bahnhöfe Limburg und Montabaur. Dieses Wachstum sei eindeutig auf verbesserten Marktzugang infolge der Bahnhöfe zurückzuführen. Zwischen der Jahrtausendwende und 2015 nahm die Zahl der sozialversicherungspflichtig Beschäftigten in Montabaur um fast 1400 zu, die Einwohnerzahl stieg um rund 150.
Im Rahmen eines „Sofortprogramms“ zur Bahnhofssanierung sollen für die Erneuerung von Treppen, Zugängen, Zäunen und Dächern sowie für den Austausch von Wand- und Bodenbelägen, Farbe und Fassaden im Bahnhof insgesamt 175.000 Euro bereitgestellt werden, wie im August 2020 bekannt wurde. Bis Juli 2021 wurde der Bahnhof für 330 000 Euro modernisiert.
Im Streckenabschnitt zwischen Montabaur und Limburg Süd wurden 2021 62 Züge pro Tag und Richtung gezählt.

## Kritik
Kritiker sehen in den im Abstand von rund 20 km liegenden Stationen Limburg und Montabaur das Ergebnis einer politischen Erpressung. Nachdem für Limburg bereits Ende der 1980er Jahre ein Bahnhof zugesagt war, habe Rheinland-Pfalz einen Bahnhof im kleineren Montabaur für ein reibungsloses Genehmigungsverfahren für die Neubaustrecke verlangt.
Auch der Bund der Steuerzahler kritisierte in seinem Schwarzbuch 1998 die Bahnhöfe Limburg Süd und Montabaur. Da Politiker Einfluss auf Raumordnungsverfahren hätten nehmen können, habe die Bahn beide „Provinzbahnhöfe“ in einem Abstand von 20 km errichten müssen.